# Primera División Profesional de Uruguay 2014-2015
La Primera División Profesional de Uruguay 2014-2015 è stata la 111ª edizione della massima serie del campionato uruguaiano di calcio. Il campionato è iniziato il 16 agosto 2014 e si è concluso il 14 giugno 2015.
Il Nacional si è laureato campione per la 45ª volta.

## Stagione

### Novità
Al termine della stagione 2013-2014 il Liverpool M., il Cerro Largo e il Miramar Misiones sono stati retrocessi in Segunda División. In loro sostituzione sono stati promossi in Primera División il Tacuarembó, l'Atenas e il Rampla Juniors.

### Formula
Il campionato si articola in due fasi (Apertura e Clausura), durante le quali le 16 squadre si affrontano una volta sola per un totale di 15 partite per fase.

La prima classificata in ciascuna fase si qualifica alla fase finale per l'assegnazione del titolo.

Al termine delle due fasi le due classifiche vengono accorpate in un'unica classifica comprensiva delle 30 partite giocate. La prima classificata si qualifica alla fase finale per l'assegnazione del titolo. Se una squadra vince entrambe le fasi, è dichiarata campione. Le vincitrici delle due fasi si affrontano in una partita secca di semifinale e la squadra vincente affronterà in finale la squadra capolista della classifica aggregata. La finale si gioca su due incontri; in caso di parità dopo il secondo incontro, si procederà ai tempi supplementari in coda alla seconda gara ed eventualmente ai tiri di rigore. Se la squadra vincitrice della semifinale è la capolista della classifica aggregata, viene dichiarata campione.

La squadra campione si qualifica alla Coppa Libertadores 2016 e alla Coppa Sudamericana 2015.

La squadra vicecampione e la squadra meglio piazzata nella classifica aggregata si qualificano alla Coppa Libertadores 2016.

Si qualificano alla Coppa Sudamericana 2015 la seconda, la terza e la quarta squadra meglio piazzate nella classifica aggregata.

Per le tre retrocessioni si ricorre al promedio: si sommano i risultati conseguiti nella stagione attuale e nella stagione precedente per un totale di 60 partite. Alle squadre neopromosse viene raddoppiato il punteggio della stagione attuale. Le ultime tre classificate vengono retrocesse in Segunda División.

## Squadre partecipanti
| Club                   | Città       | Stadio                             | Stagione precedente                       |
| ---------------------- | ----------- | ---------------------------------- | ----------------------------------------- |
| Atenas                 | San Carlos  | Estadio Atenas                     | 2º posto in Segunda División              |
| Cerro                  | Montevideo  | Estadio Luis Tróccoli              | 10º posto in Primera División             |
| Danubio                | Montevideo  | Jardines Del Hipódromo             | Campione dell'Uruguay                     |
| Defensor Sporting      | Montevideo  | Estadio Luis Franzini              | 11º posto in Primera División             |
| El Tanque Sisley       | Montevideo  | Estadio Campeones Olímpicos        | 13º posto in Primera División             |
| Fénix                  | Montevideo  | Estadio Parque Capurro             | 7º posto in Primera División              |
| Juventud               | Las Piedras | Estadio Parque Artigas Las Piedras | 14º posto in Primera División             |
| Mont. Wanderers        | Montevideo  | Parque Alfredo Víctor Viera        | 1º posto in Primera División              |
| Nacional               | Montevideo  | Estadio Gran Parque Central        | 2º posto in Primera División              |
| Peñarol                | Montevideo  | Estadio Centenario                 | 5º posto in Primera División              |
| Racing Montevideo      | Montevideo  | Estadio Osvaldo Roberto            | 8º posto in Primera División              |
| Rampla Juniors         | Montevideo  | Estadio Olímpico                   | vincitore dei playoff di Segunda División |
| Rentistas              | Montevideo  | Estadio Complejo Rentistas         | 6º posto in Primera División              |
| River Plate Montevideo | Montevideo  | Parque Federico Omar Saroldi       | 3º posto in Primera División              |
| Sud América            | San José    | Estadio Casto Martínez Laguarda    | 12º posto in Primera División             |
| Tacuarembó             | Tacuarembó  | Estadio Goyenola                   | 1º posto in Segunda División              |

## Torneo di Apertura
Il Torneo di Apertura è iniziato il 16 agosto 2014 e si è concluso il 7 dicembre 2014.

### Classifica
|  | Pos. | Squadra              | Pt | G  | V  | N | P  | GF | GS | DR  |
|  | ---- | -------------------- | -- | -- | -- | - | -- | -- | -- | --- |
|  | 1.   | Nacional             | 42 | 15 | 14 | 0 | 1  | 34 | 7  | +27 |
|  | 2.   | Racing Montevideo    | 32 | 15 | 10 | 2 | 3  | 32 | 26 | +6  |
|  | 3.   | Peñarol              | 25 | 15 | 7  | 4 | 4  | 28 | 16 | +12 |
|  | 4.   | River Plate (M)      | 25 | 15 | 8  | 1 | 6  | 26 | 18 | +8  |
|  | 5.   | El Tanque Sisley     | 23 | 15 | 6  | 5 | 4  | 18 | 18 | 0   |
|  | 6.   | Defensor Sporting    | 21 | 15 | 6  | 3 | 6  | 28 | 22 | +6  |
|  | 7.   | Sud América          | 20 | 15 | 5  | 5 | 5  | 17 | 17 | 0   |
|  | 8.   | Juventud             | 20 | 15 | 6  | 2 | 7  | 21 | 22 | -1  |
|  | 9.   | Atenas               | 20 | 15 | 6  | 2 | 7  | 18 | 20 | -2  |
|  | 10.  | Danubio              | 20 | 15 | 5  | 5 | 5  | 18 | 21 | -4  |
|  | 11.  | Rentistas            | 20 | 15 | 6  | 2 | 7  | 18 | 24 | -6  |
|  | 12.  | Montevideo Wanderers | 19 | 15 | 6  | 1 | 8  | 21 | 21 | 0   |
|  | 13.  | Fénix                | 17 | 15 | 5  | 2 | 8  | 20 | 26 | -6  |
|  | 14.  | Rampla Juniors       | 17 | 15 | 5  | 2 | 8  | 18 | 27 | -9  |
|  | 15.  | Cerro                | 11 | 15 | 3  | 2 | 10 | 10 | 31 | -21 |
|  | 16.  | Tacuarembó           | 7  | 15 | 1  | 4 | 10 | 17 | 28 | −11 |

Legenda:

      Ammesso alla fase finale per il titolo
Note:

Tre punti a vittoria, uno a pareggio, zero a sconfitta.
La classifica viene stilata secondo i seguenti criteri:
- Punti conquistati
- Differenza reti generale
- Reti totali realizzate
- Punti negli scontri diretti
- Differenza reti negli scontri diretti
- Reti realizzate negli scontri diretti
- Sorteggio

## Torneo di Clausura
Il Torneo di Clausura è iniziato il 14 febbraio 2015 e si è concluso il 7 giugno 2015.

### Classifica
|  | Pos. | Squadra              | Pt | G  | V | N | P  | GF | GS | DR  |
|  | ---- | -------------------- | -- | -- | - | - | -- | -- | -- | --- |
|  | 1.   | Peñarol              | 31 | 15 | 9 | 4 | 2  | 28 | 13 | +15 |
|  | 2.   | River Plate (M)      | 29 | 15 | 9 | 2 | 4  | 30 | 17 | +13 |
|  | 3.   | Danubio              | 29 | 15 | 8 | 2 | 5  | 17 | 12 | +5  |
|  | 4.   | Defensor Sporting    | 27 | 15 | 7 | 6 | 2  | 20 | 16 | +4  |
|  | 5.   | Juventud             | 25 | 15 | 7 | 4 | 4  | 25 | 17 | +8  |
|  | 6.   | Tacuarembó           | 24 | 15 | 7 | 3 | 5  | 23 | 22 | +1  |
|  | 7.   | Cerro                | 23 | 15 | 7 | 3 | 5  | 21 | 23 | -2  |
|  | 8.   | Sud América          | 22 | 15 | 5 | 7 | 3  | 19 | 19 | 0   |
|  | 9.   | Nacional             | 21 | 15 | 6 | 3 | 6  | 24 | 21 | +3  |
|  | 10.  | Fénix                | 20 | 15 | 6 | 2 | 7  | 18 | 16 | +2  |
|  | 11.  | Montevideo Wanderers | 15 | 15 | 4 | 3 | 8  | 19 | 18 | +1  |
|  | 12.  | Atenas               | 14 | 15 | 4 | 2 | 9  | 27 | 37 | −10 |
|  | 13.  | Rampla Juniors       | 14 | 15 | 4 | 2 | 9  | 18 | 28 | −10 |
|  | 14.  | Rentistas            | 14 | 15 | 4 | 2 | 9  | 16 | 27 | −11 |
|  | 15.  | El Tanque Sisley     | 13 | 15 | 4 | 4 | 7  | 17 | 25 | -8  |
|  | 16.  | Racing Montevideo    | 13 | 15 | 4 | 1 | 10 | 17 | 28 | −11 |

Legenda:

      Ammesso alla fase finale per il titolo
Note:

Tre punti a vittoria, uno a pareggio, zero a sconfitta.
La classifica viene stilata secondo i seguenti criteri:
- Punti conquistati
- Differenza reti generale
- Reti totali realizzate
- Punti negli scontri diretti
- Differenza reti negli scontri diretti
- Reti realizzate negli scontri diretti
- Sorteggio

## Classifica aggregata
|                    | Pos. | Squadra              | Pt | G  | V  | N  | P  | GF | GS | DR  |
| ------------------ | ---- | -------------------- | -- | -- | -- | -- | -- | -- | -- | --- |
| Uruguay (bandiera) | 1.   | Nacional             | 63 | 30 | 20 | 3  | 7  | 58 | 28 | +30 |
|                    | 2.   | Peñarol              | 55 | 30 | 16 | 8  | 6  | 56 | 29 | +27 |
|                    | 3.   | River Plate (M)      | 54 | 30 | 17 | 3  | 10 | 56 | 35 | +21 |
|                    | 4.   | Danubio              | 49 | 30 | 13 | 7  | 10 | 34 | 32 | +2  |
|                    | 5.   | Defensor Sporting    | 48 | 30 | 13 | 9  | 8  | 48 | 38 | +10 |
|                    | 6.   | Juventud             | 45 | 30 | 13 | 6  | 11 | 46 | 39 | +7  |
|                    | 7.   | Racing Montevideo    | 45 | 30 | 14 | 3  | 13 | 49 | 54 | -5  |
|                    | 8.   | Sud América          | 42 | 30 | 10 | 12 | 8  | 36 | 36 | 0   |
|                    | 9.   | Fénix                | 37 | 30 | 11 | 4  | 15 | 38 | 42 | -4  |
|                    | 10.  | El Tanque Sisley     | 36 | 30 | 10 | 9  | 11 | 35 | 43 | −8  |
|                    | 11.  | Montevideo Wanderers | 34 | 30 | 10 | 4  | 16 | 40 | 39 | +1  |
|                    | 12.  | Atenas               | 34 | 30 | 10 | 4  | 16 | 45 | 57 | −12 |
|                    | 13.  | Rentistas            | 34 | 30 | 10 | 4  | 16 | 34 | 51 | −17 |
|                    | 14.  | Cerro                | 34 | 30 | 10 | 5  | 15 | 29 | 52 | −23 |
|                    | 15.  | Tacuarembó           | 31 | 30 | 8  | 7  | 15 | 40 | 50 | -10 |
|                    | 16.  | Rampla Juniors       | 31 | 30 | 9  | 4  | 17 | 36 | 55 | −19 |

Legenda:

      ammessa alla Coppa Libertadores 2016 e alla Coppa Sudamericana 2015
      ammesse alla Coppa Libertadores 2016
      ammesse alla Coppa Sudamericana 2015
Note:

Tre punti a vittoria, uno a pareggio, zero a sconfitta.
La classifica viene stilata secondo i seguenti criteri:
- Punti conquistati
- Differenza reti generale
- Reti totali realizzate
- Punti negli scontri diretti
- Differenza reti negli scontri diretti
- Reti realizzate negli scontri diretti
- Sorteggio

## Fase finale
Nacional e Peñarol si sono qualificate al play-off per il titolo essendo rispettivamente i vincitori del torneo di Apertura e di Clausura; inoltre, il Nacional si qualifica anche come squadra con il punteggio totale più alto, trovandosi direttamente in finale. Pertanto, se il play-off è vinto dal Nacional, esso è automaticamente campione d'Uruguay, altrimenti giocherà la finale in doppia sfida con il Peñarol, che risulterebbe il vincitore del play-off iniziale e che si giocherebbe il titolo con la squadra che ha avuto il punteggio aggregato maggiore.
| Arbitro: | Javier Bentancor |

|                                      |           |                  |
| Fernández 20’ Alonso 33’ Romero 109’ | Marcatori | 69’ 90+2’ Aguiar |

## Retrocessione
|  | Pos. | Squadra              | G  | 2013-14 | 2014-15 | Prom  | Pt  |
|  | ---- | -------------------- | -- | ------- | ------- | ----- | --- |
|  | 1.   | Nacional             | 60 | 57      | 63      | 2,000 | 120 |
|  | 2.   | River Plate (M)      | 60 | 58      | 54      | 1,867 | 112 |
|  | 3.   | Peñarol              | 60 | 52      | 55      | 1,783 | 107 |
|  | 4.   | Danubio              | 60 | 58      | 49      | 1,783 | 107 |
|  | 5.   | Montevideo Wanderers | 60 | 62      | 34      | 1,600 | 96  |
|  | 6.   | Defensor Sporting    | 60 | 36      | 48      | 1,400 | 84  |
|  | 7.   | Racing Montevideo    | 60 | 39      | 45      | 1,400 | 84  |
|  | 8.   | Rentistas            | 60 | 45      | 34      | 1,317 | 79  |
|  | 9.   | Juventud             | 60 | 32      | 45      | 1,283 | 77  |
|  | 10.  | Sud América          | 60 | 35      | 42      | 1,283 | 77  |
|  | 11.  | Fénix                | 60 | 40      | 37      | 1,283 | 77  |
|  | 12.  | Cerro                | 60 | 38      | 34      | 1,183 | 71  |
|  | 13.  | El Tanque Sisley     | 60 | 33      | 36      | 1,150 | 69  |
|  | 14.  | Atenas               | 30 | -       | 34      | 1,150 | 68  |
|  | 15.  | Tacuarembó           | 30 | -       | 31      | 1,133 | 62  |
|  | 16.  | Rampla Juniors       | 30 | -       | 31      | 1,033 | 62  |

Legenda:

      Retrocesse in Segunda División Profesional de Uruguay 2015-2016

## Statistiche

### Classifica marcatori
| Gol |  |  | Giocatore       | Squadra          |
| --- |  |  | --------------- | ---------------- |
| 23  |  |  | Iván Alonso     | Nacional         |
| 21  |  |  | Michael Santos  | River Plate (M)  |
| 16  |  |  | Yoel Burgueño   | El Tanque Sisley |
| 14  |  |  | Lucas Cavallini | Fénix            |
| 14  |  |  | Aldo Díaz       | Tacuarembó       |

## Verdetti
- Nacional campione dell'Uruguay, ammesso alla Coppa Libertadores 2016 e alla Coppa Sudamericana 2015.
- Peñarol e River Plate ammessi alla Coppa Libertadores 2016.
- Danubio, Defensor Sporting e Juventud ammessi alla Coppa Sudamericana 2015.
- Atenas, Tacuarembó e Rampla Juniors retrocessi in Segunda División Profesional de Uruguay.